# Franz Wehner
Franz Wehner (* 19. Mai 1898 in Berlin; † 29. Januar 1970) war ein deutscher Politiker (SED). Er war von 1953 bis 1959 Bürgermeister des Berliner Stadtbezirks Weißensee.

## Leben
Wehner, Sohn einer Wäscherin, die ihre drei Kinder nach dem frühen Tod ihres Mannes allein groß zog, musste mit elf Jahren als Laufbursche bei einem Uhrgehäusemacher arbeiten gehen. Später war er ungelernter Arbeiter bei verschiedenen Firmen. Während des Ersten Weltkriegs wurde er 1916 mit achtzehn Jahren zum Kriegsdienst eingezogen.  
Ab 1919 war er als Möbelpacker und Heizer tätig. Er wurde 1920 Mitglied der USPD, dann der KPD. Als Angehöriger des Arbeitersportklubs „Lurich O 2“ (Arbeitersportverein Fichte) war er mit Werner Seelenbinder befreundet. Als Betriebsratsvorsitzender wurde er 1922 wegen Vorbereitung eines Streiks gemaßregelt. Zwei Jahre später saß er wegen „Vorbereitung zum Hochverrat“ ein Jahr in Untersuchungshaft. 1930 wurde er erneut als Betriebsratsvorsitzender gemaßregelt. Von 1930 bis 1932 war er in der Revolutionären Gewerkschaftsopposition (RGO) Industriegruppenleiter Chemie für Berlin. 
Nach Hitlers Machtergreifung war er bis Oktober 1933 illegaler Betriebsinstrukteur im 5. Verwaltungsbezirk der KPD in Berlin. Er wurde 1933 von der SA und der SS gefoltert und anschließend unter Polizeiaufsicht gestellt. Von 1934 bis 1945 war er als Arbeiter in einer Mariendorfer Gummiwarenfabrik tätig und leistete illegale Widerstandsarbeit, die er auch 1945 im Volkssturm fortsetzte.
Nach 1945 trat er in die Deutsche Volkspolizei ein und wurde Mitglied der SED. Am 19. Februar 1953 wurde er Vorsitzender des Rates des Stadtbezirks Berlin-Weißensee. Dieses Amt hatte er bis April 1959 inne. 
Wehner wohnte zuletzt als Veteran in Schöneiche bei Berlin und starb im Alter von 71 Jahren.

## Auszeichnungen
- Medaille für die Teilnahme an den bewaffneten Kämpfen der deutschen Arbeiterklasse in den Jahren 1918 bis 1923
- Medaille für Kämpfer gegen den Faschismus 1933 bis 1945
- Vaterländischer Verdienstorden in Bronze
- 1968 Orden Banner der Arbeit